# Every Frame a Painting

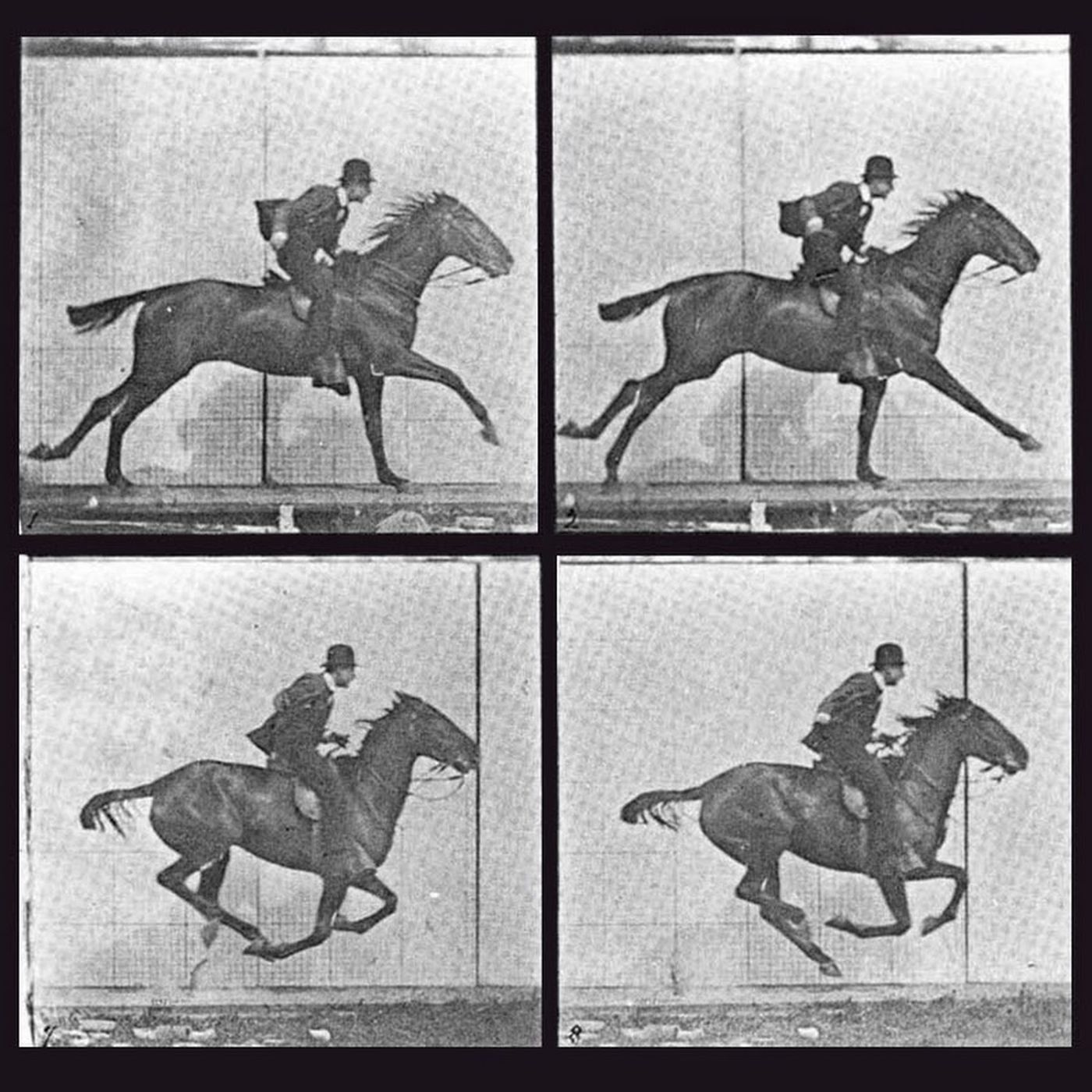
Séquence d'un cheval au galop par Eadweard Muybridge.

Every Frame a Painting est une série de 28 essais vidéo sur le montage, la photographie et l'aspect formel d'un film, créés par Taylor Ramos et Tony Zhou entre 2014 et 2016. Ils sont d'abord publiés sur YouTube mais sont aussi disponibles sur Vimeo.

## Format
Chaque essai vidéo explore un sujet particulier, souvent un seul réalisateur, et beaucoup sont organisés autour d'une scène d'un film qui illustre l'idée développée dans la vidéo. Pour chaque essai, Zhou se charge de l'écriture principale et des recherches, tandis que Ramos organise la thèse et réalise les animations, et ils travaillent ensemble au montage final. Le style de montage, l'utilisation d'extraits de films et le remixage de l'audio sont conçus en réponse au système Content ID de YouTube, dans le but de respecter les conditions du Fair use et d'éviter d'être repéré par l'algorithme de violation du droit d'auteur,.
Zhou regrette que le format imposé par Content ID les ait empêchés de réaliser des vidéos sur des cinéastes comme Andreï Tarkovski et Agnès Varda, car elles auraient nécessité des extraits plus longs,.

## Histoire
La première vidéo est publiée le 16 avril 2014 et aborde l'utilisation de plans de profil dans le film Mother de Bong Joon-ho. Le dernier essai vidéo est publié le 12 septembre 2016 et évoque l'utilisation du son orchestral dans les films de l'Univers cinématographique Marvel. Au total, Taylor Ramos et Tony Zhou réalisent 28 essais entre 2014 et 2016,. Ils publient le script de leur dernier essai, non réalisé, sur le site Medium le 2 décembre 2017, à la fois comme un adieu, une explication des raisons de la fin de la série, mais également pour donner des conseils à d'autres personnes souhaitant réaliser des essais vidéos.
Depuis l'arrêt de la série, Ramos et Zhou ont produit des essais vidéo publiés en tant que contenus exclusifs pour The Criterion Collection et le défunt FilmStruck (qui sera restauré via le propre service de streaming de Criterion, The Criterion Channel),. Ils ont également récemment contribué et réalisé des essais vidéo dans la série documentaire Voir (en) de Netflix, aux côtés des critiques Sasha Stone, Walter Chaw et Drew McWeeny. David Fincher et David Prior ont tous deux assuré la production déléguée de la série,.
Un court métrage de Ramos et Zhou intitulé The Second, avec Paul Sun-Hyung Lee, devrait être présenté au Festival international de films Fantasia le 20 juillet 2024. Une série limitée d'essais vidéo devrait être publiée sur la chaîne Every Frame a Painting avant la sortie du film.

## Accueil
Kevin B. Lee, critique de cinéma et auteur d'essais vidéo, qualifie la série de « nouveauté incontournable dans le domaine des essais vidéo » en 2014. De nombreux critiques considèrent l'essai consacré à Jackie Chan et ses comédies d'action comme l'un des meilleurs,,.
Brian Raftery, du magazine Wired, attribuera plus tard à Every Frame a Painting le mérite d'avoir déclenché « une croissance spectaculaire » des critiques de cinéma sur YouTube, en déclarant que les « essais cinématographiques astucieux, patients et visuellement convaincants de la chaîne… ont contribué à pousser le média au-delà de sa phase d'expérimentation avec une caméra »,.
Des réalisateurs comme Edgar Wright, Seth Rogen et Christopher McQuarrie ont fait l'éloge de la série,,.

### Citations originales
1. ↑  (en) « the standout newcomer to the video essay scene ».
2. ↑  (en) « a dramatic growth spurt ».
3. ↑  (en) « astute, patient, visually assured film essays…help[ed] push the medium past its ranting-rando-with-a-camera phase ».